# Potter County (Texas)
Potter County je okres ve státě Texas v USA. K roku 2010 zde žilo 121 073 obyvatel. Správním městem okresu je Amarillo. Celková rozloha okresu činí 2 388 km².